# USS Charrette (DD-581)
USS Charrette (DD-581) là một tàu khu trục lớp Fletcher được Hải quân Hoa Kỳ chế tạo trong Chiến tranh Thế giới thứ hai. Nó là chiếc tàu chiến duy nhất của Hải quân Mỹ được đặt theo tên Đại úy Hải quân George Charrette (1867–1938), người được trao tặng Huân chương Dũng cảm do thành tích phục vụ trong Chiến tranh Tây Ban Nha-Hoa Kỳ. Nó hoạt động cho đến hết Thế Chiến II, được cho xuất biên chế năm 1947, rồi được chuyển cho Hy Lạp năm 1959 và hoạt động như là chiếc Velos (D16) cho đến năm 1991. Nó hiện được bảo tồn như một tàu bảo tàng tại Palaio Faliro. Charrette được tặng thưởng mười ba Ngôi sao Chiến trận do thành tích phục vụ trong Thế Chiến II.

## Thiết kế và chế tạo
Charrette được đặt lườn tại Xưởng hải quân Boston ở Boston, Massachusetts vào ngày 20 tháng 2 năm 1942. Nó được hạ thủy vào ngày 3 tháng 6 năm 1942; được đỡ đầu bởi bà G. Charrette; và nhập biên chế vào ngày 18 tháng 5 năm 1943 dưới quyền chỉ huy của Hạm trưởng, Trung tá Hải quân E. S. Karpe.

## Lịch sử hoạt động

### 1943
Charrette rời New York vào ngày 20 tháng 9 năm 1943, hộ tống chiếc tàu sân bay hạng nhẹ Monterey đi sang khu vực Mặt trận Thái Bình Dương. Đi đến Trân Châu Cảng vào ngày 9 tháng 10, nó tham gia thực tập huấn luyện cho đến ngày 10 tháng 11, khi nó ra khơi cùng Lực lượng Đặc nhiệm 50 để tiến hành không kích các căn cứ của Nhật Bản tại quần đảo Marshall. Các cuộc không kích này đã vô hiệu hóa sức đối kháng của không lực đối phương trong các cuộc đổ bộ lên Makin và Tarawa diễn ra sau đó.
Vào ngày 26 tháng 11, Charrette tham gia thành phần bảo vệ cho một đội đặc nhiệm được phân công hỗ trợ trên không bên trên chính Makin và Tarawa, bảo vệ cho tàu bè tấn công và lực lượng Thủy quân Lục chiến trên bờ. Mười hai ngày sau, nó hộ tống các thiết giáp hạm trong một cuộc bắn phá lên Nauru, rồi quay trở lại cùng các tàu sân bay để đi đến Efate. Từ căn cứ này, nó lên đường cùng các tàu sân bay vào ngày 21 tháng 12, khi họ tung ra đợt không kích xuống Kavieng, New Ireland trong ba ngày trước khi diễn ra cuộc tấn công lên mũi Gloucester vào ngày 26 tháng 12. Tiếp tục đi lên phía Bắc, đội đặc nhiệm đi đến Funafuti vào ngày 21 tháng 1 năm 1944 để chuẩn bị cho các chiến dịch tiếp theo tại quần đảo Marshall.

### 1944
Từ ngày 23 tháng 1 đến ngày 5 tháng 2 năm 1944, Charrette hộ tống các tàu sân bay trong một loạt các cuộc không kích xuống Kwajalein và Eniwetok. Trong đêm 4-5 tháng 2, nó rời vị trí hộ tống bảo vệ để điều tra một tín hiệu radar do một trong các thiết giáp hạm bắt được. Sau khi theo dõi tín hiệu cho đến khoảng cách 3.200 thước Anh (2.900 m), nó nổ súng vào mục tiêu, một tàu ngầm đối phương vốn đã lập tức lặn xuống. Nó tiếp tục tấn công bằng mìn sâu rồi dùng radar của nó dẫn đường cho chiếc tàu khu trục hộ tống Fair tiêu diệt đối phương, có thể là chiếc tàu ngầm I-175, trở thành chiếc tàu ngầm Nhật Bản đầu tiên bị đánh chìm bằng Hedgehog, một loại súng cối chống tàu ngầm. Sang ngày hôm sau, Charrette tiến vào vũng biển Majuro vừa chiếm được.
Charrette lên đường vào ngày 12 tháng 2, tham gia một loạt các cuộc không kích đã khiến vô hiệu hóa căn cứ chủ lực của Hải quân Nhật Bản tại Truk. Sau khi hộ tống các tàu sân bay đi đến vị trí xuất phát không kích, nó gia nhập Đội đặc nhiệm 50.9 cho cuộc càn quét chung quanh hòn đảo vào ngày 17 tháng 2 để chặn đánh tàu bè Nhật tìm cách thoát ra khỏi căn cứ. Tàu tuần dương Katori, tàu khu trục Maikaze cùng một tàu săn tàu ngầm đã bị đơn vị này đánh chìm, trước khi Đội đặc nhiệm 50.9 gia nhập trở lại các tàu sân bay vào ngày hôm sau.
Sau khi hộ tống một đội tàu chở dầu đi Majuro, Charrette lên đường cho một đợt đại tu ngắn tại Trân Châu Cảng cho đến ngày 15 tháng 3, khi nó lại ra khơi để gia nhập cùng các tàu sân bay cho một cuộc truy kích tàu bè Nhật Bản rút lui từ Truk đến Palau, một động thái cần thiết nhằm chuẩn bị cho chiến dịch New Guinea. Một lực lượng hùng hậu được tập trung tại Majuro cho cuộc đột phá sâu vào vùng biển còn do Nhật Bản chiếm đóng, và đã khởi hành vào ngày 22 tháng 3. Chiếc tàu khu trục đã đánh trả một đợt không kích của đối phương vào ngày 28 tháng 3, và tiếp tục hộ tống bảo vệ trong cuộc tấn công từ ngày 30 tháng 3 đến ngày 1 tháng 4. Các tàu sân bay rút lui về Majuro vào ngày 6 tháng 4, để rồi lại lên đường bảy ngày sau đó để không kích các sân bay và vị trí phòng thủ trên chính New Guinea, cũng như trực tiếp hỗ trợ cho cuộc đổ bộ lên vịnh Humboldt vào ngày 22 tháng 4. Sau khi được tiếp liệu tại Manus, chiếc tàu khu trục lên đường cùng các tàu sân bay để không kích lên Truk vào ngày 29 tháng 4, và để bảo vệ các thiết giáp hạm của lực lượng khi chúng bắn phá Ponape vào ngày 1 tháng 5.
Hoạt động tiếp theo của Charrette là trong Chiến dịch quần đảo Mariana và Palau kéo dài, khi nó lên đường vào ngày 6 tháng 6, hộ tống cho các tàu sân bay trong các cuộc không kích lên Guam, Saipan và Rota từ ngày đến ngày 11 đến ngày 14 tháng 6, rồi đi lên phía Bắc tấn công lực lượng không quân đối phương tại Iwo Jima nhằm bảo vệ cho cuộc đổ bộ lên Saipan. Khi các tàu sân bay vào vị trí tác chiến vào ngày 15 tháng 6, máy bay trinh sát phát hiện một tàu hàng tải trọng 1.900 tấn của đối phương, và Charrette cùng tàu khu trục Boyd (DD-544) được phái đi đánh đắm nó, cứu được 112 người sống sót. Sau khi hoàn tất đợt không kích, đội đặc nhiệm của nó quay về phía Nam tập trung cùng Lực lượng Đặc nhiệm 58 để đối phó với Hạm đội Liên hợp Nhật Bản, được cho là đang xuất kích phản công.
Trận chiến biển Philippine bắt đầu vào sáng ngày 19 tháng 6, và Charrette đã tiếp tục hộ tống bảo vệ, cung cấp hỏa lực phòng không cũng như canh phòng máy bay trong suốt hai ngày đụng độ vốn đã đánh bại không lực tàu sân bay đối phương. Trong đêm 20 tháng 6, nó tham gia hoạt động thu hồi máy bay trong đêm tối sau những đợt tấn công sau cùng, bật sáng đèn pha tìm kiếm để dẫn đường cho phi công quay trở về, và cứu vớt những phi công phải đáp xuống biển vì hết xăng. Sang ngày 21 tháng 6, lực lượng đặc nhiệm tàu sân bay nhanh quay trở lại để bảo vệ cho lực lượng tấn công tại quần đảo Mariana, liên tiếp tung ra các cuộc ném bom xuống Guam, Rota, và sau đó là các căn cứ tại quần đảo Pagan và tại Chichi-jima. Chiếc tàu khu trục tham gia bắn phá Chichi-jima vào ngày 5 tháng 8, rồi quay trở về Eniwetok để hoạt động huấn luyện.
Charrette khởi hành từ Eniwetok vào ngày 29 tháng 8 cho các cuộc không kích vào đầu tháng 9 xuống các mục tiêu tại quần đảo Palau và Philippines, nhằm dọn đường cho việc chiếm đóng Peleliu, đánh dấu cho sự mở màn của chiến dịch tái chiếm Philippines. Để trực tiếp chuẩn bị cho việc cuộc đổ bộ lên Leyte, lực lượng đặc nhiệm tàu sân bay lên đường vào ngày 4 tháng 10 cho các cuộc không kích nhằm vô hiệu hóa các sân bay đối phương tại Okinawa, phía Bắc Luzon và Đài Loan trong quá trình chiếm đóng Philippines. Vào ngày 12 tháng 10, khi lực lượng không kích lên Đài Loan, họ bắt gặp sự kháng cự mạnh mẽ của máy bay Nhật Bản. Chiếc tàu khu trục đã giúp bắn rơi nhiều máy bay và đánh trả các cuộc không kích, vốn đã đánh trúng các tàu tuần dương Canberra (CA-70) và Houston (CL-81). Charrette tham gia hộ tống các tàu tuần dương bị hư hại rút lui, trước khi gia nhập trở lại lực lượng đặc nhiệm tại vịnh Leyte vào đúng lúc diễn ra trận Hải chiến vịnh Leyte; nó tham gia cùng các tàu sân bay vượt lên phía Bắc để tấn công Lực lượng phía Bắc của Hạm đội Liên hợp Nhật Bản, đánh chìm bốn tàu sân bay và một tàu khu trục trong Trận chiến ngoài khơi mũi Engaño vào ngày 25 tháng 10.
Charrette được tiếp liệu tại Ulithi từ ngày 29 tháng 10 đến ngày 2 tháng 11, rồi gia nhập cùng các tàu sân bay nhanh cho cuộc không kích lên các sân bay tại Luzon vào đầu tháng 11, làm suy giảm đáng kể sức kháng cự trên không tại các bã đổ bộ ở Leyte. Nó quay trở về Manus vào ngày 30 tháng 11 để chuẩn bị cho những hoạt động tiếp theo tại vịnh Lingayen.

### 1945
Lên đường vào ngày 2 tháng 1 năm 1945, Charrette tham gia thành phần hộ tống lực lượng có nhiệm vụ hỗ trợ cho cuộc đổ bộ lên vịnh Lingayen từ ngày 4 đến ngày 18 tháng 1, rồi sau đó hộ tống cho các đoàn tàu vận tải đi đến và rút lui khỏi chiến trường. Nó rời vùng biển Philippines vào ngày 2 tháng 2 để quay về Hoa Kỳ, về đến Xưởng hải quân Puget Sound vào ngày 25 tháng 2 để đại tu. Con tàu quay trở lại khu vực chiến sự vào tháng 6, bắt đầu một tháng hoạt động hỗ trợ cho các chiến dịch tại Borneo, rồi làm nhiệm vụ tuần tra tại Đông Ấn thuộc Hà Lan. Vào ngày 2 tháng 8, nó cùng tàu khu trục Conner (DD-582) ngăn chặn một con tàu bị họ theo dõi suốt đêm, mang danh tàu bệnh viện Tachibana Maru. Đội đổ bộ từ Charrette đã khám xét Tachibana Maru và phát hiện nhiều đạn dược, hàng cấm và binh lính giả làm thương binh, bắt chúng làm tù binh, rồi áp giải con tàu đi đến Morotai vào ngày 6 tháng 8.
Charrette rời Morotai vào ngày 13 tháng 8 để ghé qua vịnh Subic trước khi tiếp tục đi đến vịnh Buckner, Okinawa vào tháng 9, làm nhiệm vụ hộ tống các tàu chở binh lính chiếm đóng, thiết bị và tiếp liệu sang các cảng Trung Quốc. Nó khởi hành từ Thượng Hải vào ngày 12 tháng 12 để quay trở về Hoa Kỳ, về đến San Francisco, California vào ngày 30 tháng 12, nó được đưa về lực lượng dự bị tại San Diego, California vào ngày 4 tháng 3 năm 1946, rồi được cho xuất biên chế vào ngày 15 tháng 1 năm 1947.

### Velos(D16)

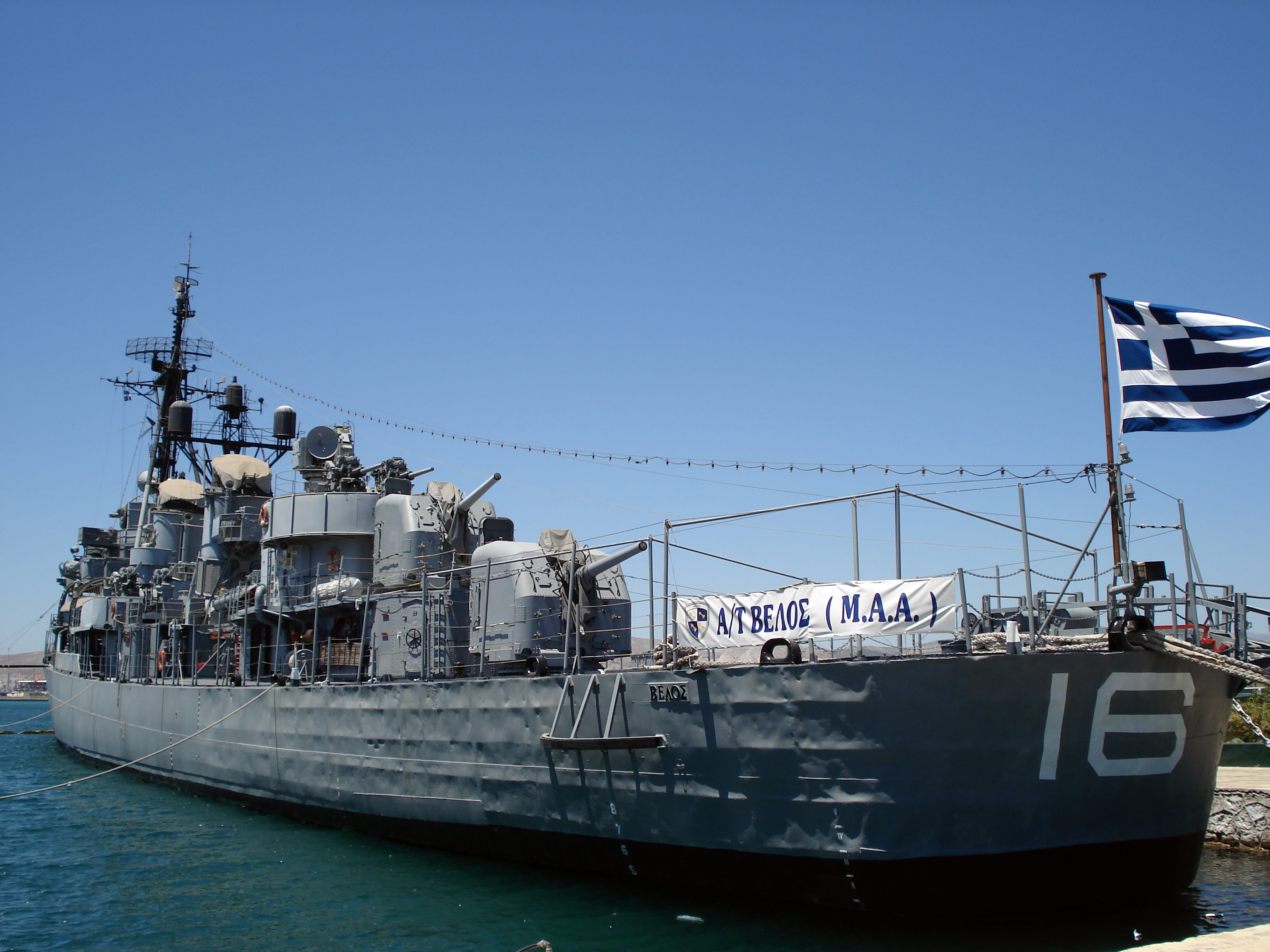
Velos (D16) như một tàu bảo tàng trong vịnh Faliro, Athens, 2006.

Chiếc tàu khu trục được chuyển cho Hy Lạp vào ngày 16 tháng 6 năm 1959, được Trung tá Hải quân Hy Lạp G. Moralis tiếp nhận tại Long Beach, California vào ngày 16 tháng 7, và đưa về đến Hy Lạp vào ngày 15 tháng 10 năm 1959. Nó phục vụ cùng Hải quân Hy Lạp như là chiếc Velos (D16) (tiếng Hy Lạp: Βέλος, "Mũi tên"), tham gia hầu hết các cuộc tập trận của Hải quân Hy Lạp và của Khối NATO, và tích cực can dự trong các cuộc đối đầu với Thổ Nhĩ Kỳ vào các năm 1964, 1967 và 1987, cũng như trong vụ Thổ Nhĩ Kỳ xâm chiếm Cyprus năm 1974.

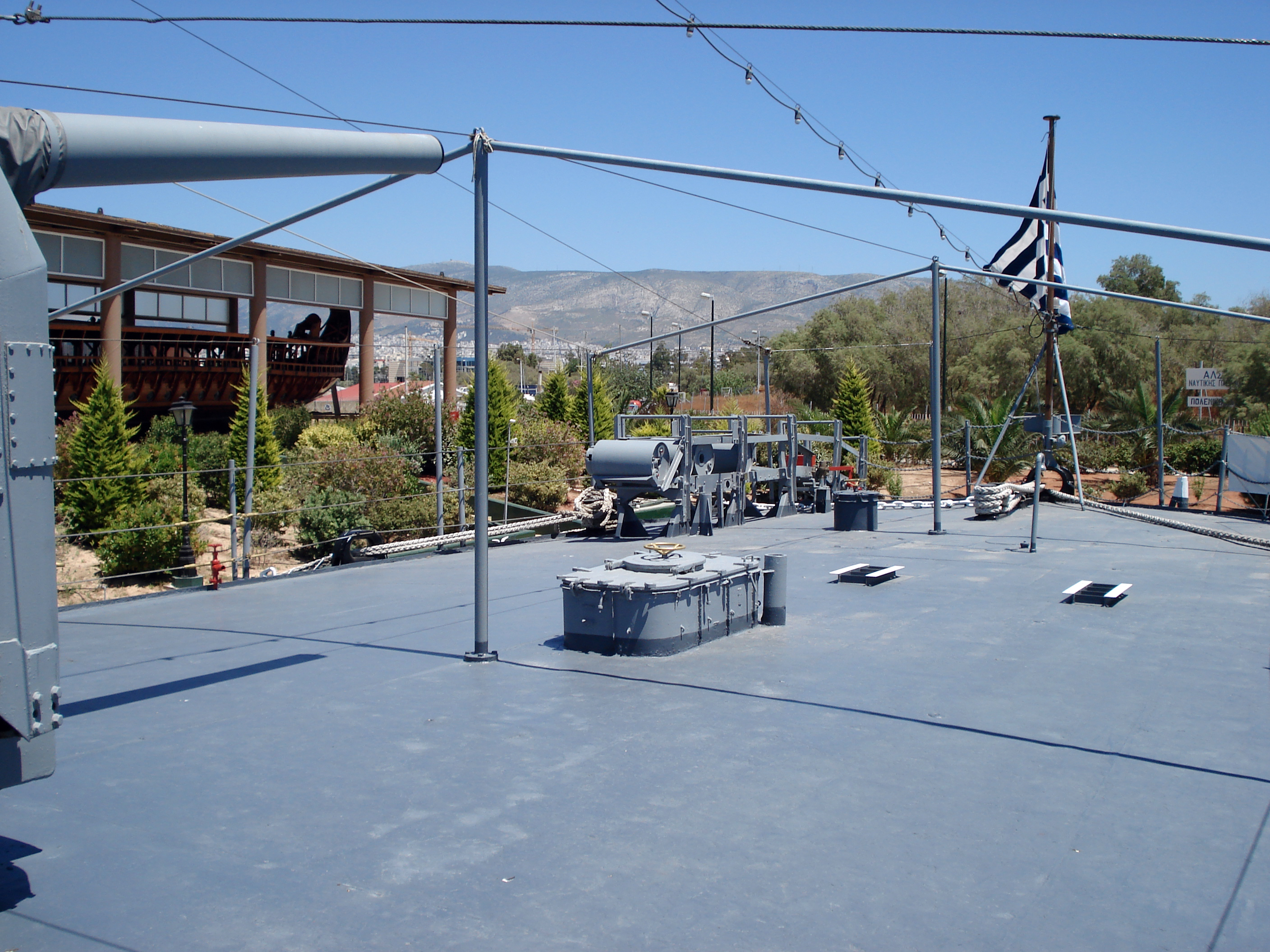
Velos nhìn về phía đuôi tàu, với khẩu pháo 127 mm (5 inch) phía đuôi và đường ray thả mìn sâu. Phía hậu cảnh là chiếc tàu chèo trireme Olympias, 2006

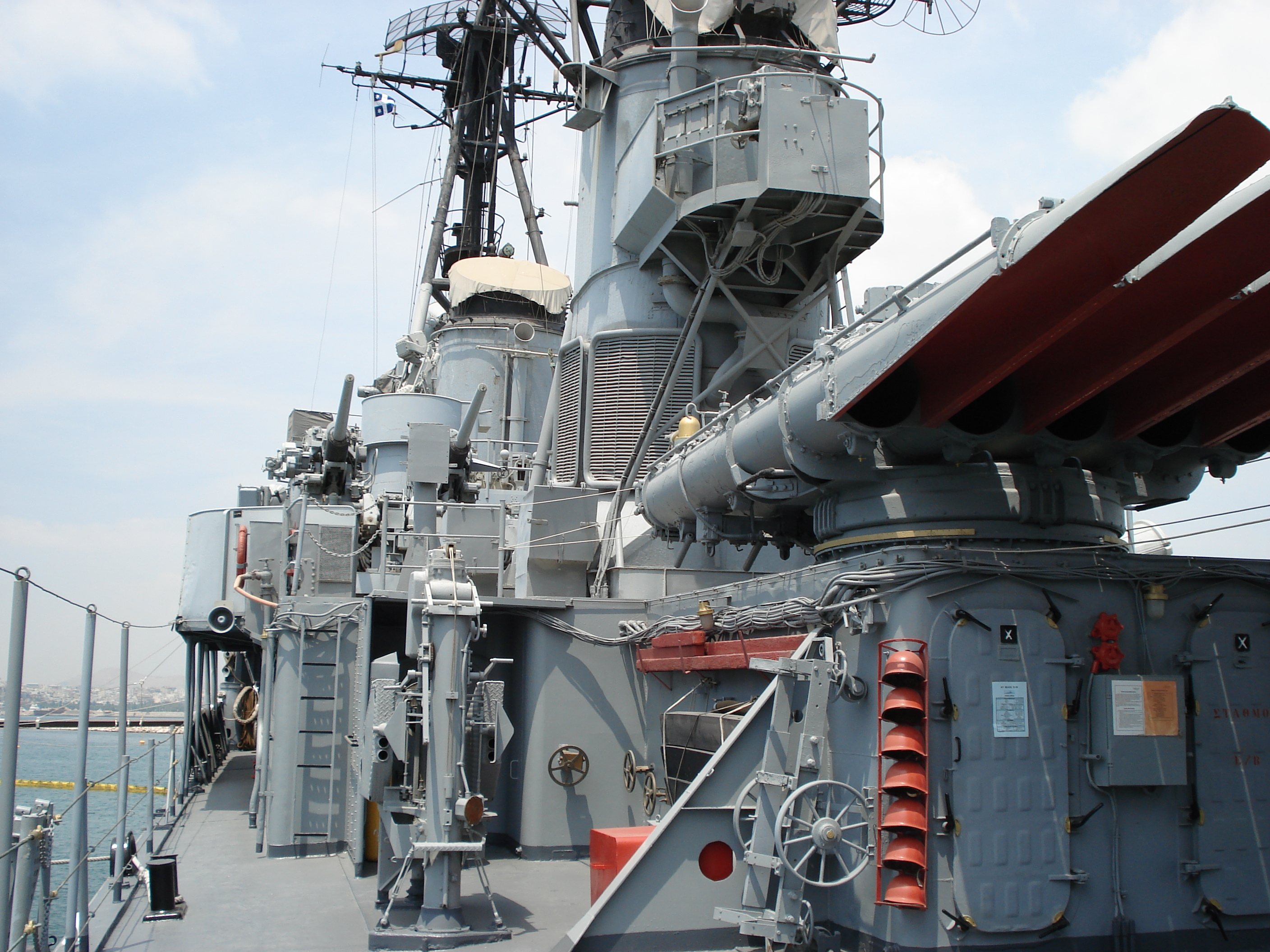
Velos phía giữa tàu, với các ống phóng ngư lôi 533 mm (21 inch) và pháo phòng không 76 mm (3 inch), 2006

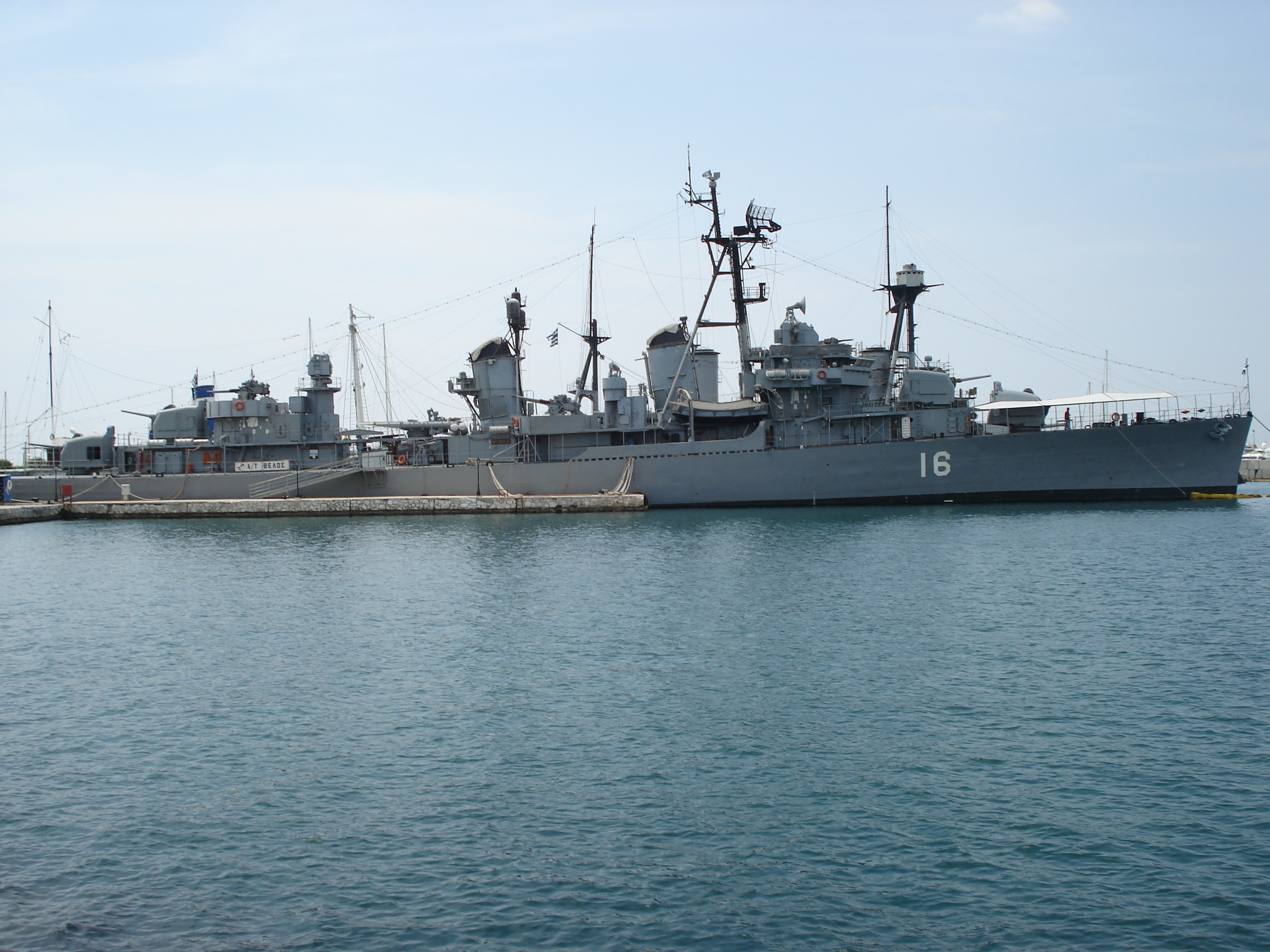
Velos như một tàu bảo tàng tại vịnh Faliro, Athens, 2006.

#### Binh biến
Đang khi tuần tra cùng các tàu khối NATO khác tại vùng biển giữa Ý và Sardinia vào ngày 25 tháng 5 năm 1973, cách 85 nmi (157 km) về phía Tây Nam Roma. Hạm trưởng, Trung tá Hải quân Nikolaos Pappas, và các sĩ quan nghe được thông tin qua vô tuyến về việc các sĩ quan hải quân bị bắt và bị đánh đập tại Hy Lạp. Trung tá Pappas là thành viên của một nhóm sĩ quan dân chủ, giữ vững lời tuyên thệ trung thành với Hiến pháp, và có kế hoạch chống lại chế độ quân sự độc tài. Pappas hiểu là các sĩ quan bị bắt do chống lại chế độ quân sự, và nhận ra không còn hy vọng cho sự thay đổi tại Hy Lạp. Ông quyết định hành động một mình để lôi kéo sự chú ý của công luận thế giới.
Pappas tập trung thủy thủ đoàn tại phía đuôi tàu và công quyết định của mình, được tất cả tán đồng; ông thông báo hành động của mình cho tư lệnh hải đội và Tổng hành dinh NATO, rồi tách khỏi đội hình để hướng đến Roma. Trưa hôm đó, ông thả neo cách ngoài khơi bờ biển Fiumicino, từ chối quay trở về Hy Lạp. Các thiếu úy K. Gortzis, K. Matarangas và G. Stratos lên bờ trên một xuồng săn cá voi, và tại sân bay Fiumicino họ gọi điện thoại cho giới báo chí thế giới để thông báo về tình hình tại Hy Lạp và sự hiện diện của chiếc tàu khu trục. Họ tổ chức một cuộc họp báo vào ngày hôm sau cùng Trung tá Pappas, gây nên sự quan tâm của thế giới đối với tình hình tại Hy Lạp. Hạm trưởng, sáu sĩ quan và 25 hạ sĩ quan đã xin tị nạn chính trị và ở lại Ý như dân tị nạn.
Thoạt tiên toàn bộ thủy thủ đoàn 170 người muốn đi theo Hạm trưởng, nhưng họ được khuyên, và một số được các sĩ quan ra lệnh, nên ở lại tàu do lo sợ gia đình của họ sẽ bị chế độ quân sự trả thù. Họ được khuyên nên quay về Hy Lạp và thông báo cho gia đình và bạn bè về việc đã xảy ra. Velos quay trở về Hy Lạp một tháng sau đó cùng một thủy thủ đoàn thay thế; những người tị nạn tiếp tục phản kháng chế độ độc tài. Khi chính quyền quân sự sụp đổ vào ngày 24 tháng 7 năm 1974, một số sĩ quan và hạ sĩ quan đã quay trở lại Hải quân. Trung tá Pappas được thăng đến Phó Đô đốc và là Tham mưu trưởng Hải quân Hy Lạp từ năm 1982 đến năm 1986, và là Bộ trưởng Thương mại Hàng hải từ năm 1989 đến năm 1990.
Velos ngừng hoạt động ngày 26 tháng 2 năm 1991, đã di chuyển 362.622 hải lý (671.576 km) trong quãng đời 48 năm.

#### Được bảo tồn
Vào năm 1994, Bộ tham mưu Hải quân Hy Lạp công bố con tàu là một Bảo tàng lưu niệm cuộc đấu tranh chống độc tài. Đang neo đậu tại Căn cứ hải quân Poros, nó được chuyển đến Căn cứ hải quân Salamis vào ngày 14 tháng 12 năm 2000 để bảo trì và phục chế, để trở thành một tàu bảo tàng có thể tham quan. Từ ngày 26 tháng 6 năm 2002, nó neo đậu tại Công viên Truyền thống Hàng hải ở Palaio Faliro gần Athens. Con tàu được xem là vẫn trong trạng thái biên chế.

## Phần thưởng
Charrette được tặng thưởng mười ba Ngôi sao Chiến trận do thành tích phục vụ trong Thế Chiến II.